# Max Moffatt
Max Moffatt (ur. 27 czerwca 1998 w Guelph) – kanadyjski narciarz dowolny, specjalizujący się w slopestyle'u i Big Air.
Po raz pierwszy na arenie międzynarodowej pojawił się 2 lutego 2014 roku w Stratton, gdzie w zawodach FIS zajął 10. miejsce w slopestyle'u. Nigdy nie wystąpił na mistrzostwach świata juniorów. W Pucharze Świata zadebiutował 28 stycznia 2017 roku w Seiser Alm, zajmując 14. miejsce w slopestyle'u. Tym samym już w debiucie zdobył pierwsze pucharowe punkty. Na podium zawodów tego cyklu pierwszy raz stanął 27 stycznia 2019 roku w tej samej miejscowości, wygrywając rywalizację w slopestyle'u. W zawodach tych wyprzedził Szweda Oliwera Magnussona i Kiernana Fagana z USA. W klasyfikacji końcowej slopestyle'u w sezonie 2018/2019 zajął drugie miejsce.
W 2021 roku wystartował na mistrzostwach świata w Aspen, zajmując 11. miejsce w slopestyle'u i 39. miejsce w Big Air. Na rozgrywanych rok później igrzyskach olimpijskich w Pekinie zajął odpowiednio dziewiąte i dwudzieste miejsce.

## Osiągnięcia

### Igrzyska olimpijskie
| Miejsce | Dzień     | Rok  | Miejscowość | Konkurencja | Zwycięzca      |
| ------- | --------- | ---- | ----------- | ----------- | -------------- |
| 20.     | 9 lutego  | 2022 | Pekin       | Big air     | Birk Ruud      |
| 9.      | 16 lutego | 2022 | Pekin       | Slopestyle  | Alexander Hall |

### Mistrzostwa świata
| Miejsce | Dzień    | Rok  | Miejscowość | Konkurencja | Zwycięzca        |
| ------- | -------- | ---- | ----------- | ----------- | ---------------- |
| 11.     | 13 marca | 2021 | Aspen       | Slopestyle  | Andri Ragettli   |
| 39.     | 16 marca | 2021 | Aspen       | Bir Air     | Oliwer Magnusson |

### Puchar Świata

#### Miejsca w klasyfikacji generalnej
- sezon 2016/2017: 202.
- sezon 2017/2018: 149.
- sezon 2018/2019: 17.
- sezon 2019/2020: 86.

Od sezonu 2020/2021 klasyfikacja generalna została zastąpiona przez klasyfikację Park & Pipe (OPP), łączącą slopestyle, halfpipe oraz big air.
- sezon 2020/2021: 18.
- sezon 2021/2022: 6.

#### Miejsca na podium w zawodach
1. Seiser Alm – 27 stycznia 2019 (slopestyle) – 1. miejsce
2. Stubai – 20 listopada 2021 (slopestyle) – 2. miejsce